# Brecht Dejaegere
Brecht Dejaegere (* 29. května 1991 Ostende) je belgický profesionální fotbalista, který hraje na pozici středního záložník za americký klub Charlotte FC.

## Klubová kariéra
Z belgického klubu KV Kortrijk přestoupil v srpnu 2013 do klubu KAA Gent.
V sezóně 2014/15 vyhrál s Gentem ligový titul, první v historii klubu.